# Terra (livro)
Terra é um livro de Sebastião Salgado publicado em 1997 pela Companhia das Letras. Além da parceria com José Saramago, que escreveu o prefácio, o livro foi comercializado em conjunto com o CD Terra, de Chico Buarque.

## Obra
A obra possui 137 fotografias em preto e branco, tiradas entre 1980 e 1996, que retratavam a condição de vida de trabalhadores rurais sem-terra, mendigos, crianças de rua e outros grupos excluídos socialmente, marginalizados e desterrados no Brasil.
A foto da capa retratava a garota Joceli Borges, que fazia parte de um assentamento de trabalhadores rurais sem-terra no interior do Paraná. O rosto da menina da capa recebeu certo destaque na mídia e foi reproduzida em galerias de arte e exposições no Brasil e exterior.
Em virtude do projeto ser repleto de imagens de famílias e grupos sem-terra, Sebastião Salgado, Chico Buarque e José Saramago decidiram ceder os direitos autorais da edição brasileira ao MST.
Em 1998, o livro rendeu a Sebastião Salgado o Prêmio Jabuti de Literatura na categoria reportagem.

## Prêmios
- 40º Prêmio Jabuti de Literatura: categoria reportagem[7][8]